# 阿基达姆斯三世
阿基达姆斯三世（？—前338年），公元前361年至公元前338年斯巴达埃乌吕彭族王，阿格西劳斯二世之子。公元前371年留克特拉战役败北后，他率斯巴达人回师。公元前367年与公元前364年，他与阿卡狄亚开战，并在埃帕米农达斯入侵斯巴达时引兵相拒（公元前362年）。第三次神圣战争时期（公元前355年——公元前346年），他支持福基斯抵抗底比斯，並親自远征克里特以及為保護他林敦遠征意大利，然于曼杜里亚战役命丧沙场。